# Jahresgang
Der Jahresgang stellt die typische Entwicklung eines Parameters über das Jahr dar. Voraussetzung für die Bestimmung des Jahresganges eines Parameters ist eine Zeitreihe über viele Jahre. Liegen die Daten z. B. täglich vor und wird für den Jahresgang eine monatliche Zeitauflösung gewünscht, dann ist zunächst zu entscheiden, ob über die Tage eines Monats gemittelt oder summiert werden soll. Temperatur würden z. B. gemittelt, Niederschlagsmengen addiert und bei Sonnenstunden hängt es von der Anwendung ab. Dann werden zwölf Mittelwerte gebildet, einer für alle Januare, einer die Februare usw.
Ist die Zeitreihe nicht lückenlos und hat etwa einen Trend, dann ist eine Modellbildung nötig, mit dem Jahresgang und weiteren Modellparametern. Ist man am Trend interessiert oder dessen Verlauf (siehe Tendenz), dann wird man die Zeitreihe um den Jahresgang bereinigen.
Außer der monatsweisen sind in der Wirtschaft auch quartalsweise Auswertungen üblich, in den Naturwissenschaften eher die harmonische Analyse.